# Manuel Antônio Farinha
Manuel Antônio Farinha, premier et unique baron et comte de Sousel (Souzel, Portugal - Rio de Janeiro, 27 mai 1842) est un amiral brésilien. 
Il est ministre de la Marine dans le 1er cabinet de Dom Pedro Ier, formé le 16 janvier 1822. Il est nommé baron le 12 octobre 1825 et comte le 12 octobre 1826. 